# Alvin Rakoff
Alvin Rakoff, né le 6 février 1927 à Toronto et mort le 12 octobre 2024 à Chiswick (Londres), est un réalisateur canadien installé au Royaume-Uni.
Il dirige plus d'une centaine de programmes pour la télévision et une douzaine de films pour le cinéma. Il reçoit notamment l'International Emmy Award pour ses téléfilms Call Me Daddy (1967) et Un parfum de meurtre (1984) avec Laurence Olivier et Angela Lansbury.

## Biographie
Alvin Rakoff meurt le 12 octobre 2024 chez lui à Chiswick (Londres), entouré de sa famille,,.

## Filmographie
- 1958 : Passeport pour la honte (Passport to Shame)
- 1961 : Vendredi 13 heures (An einem Freitag um halb zwölf)
- 1969 : Double Jeu (Crossplot)
- 1970 : Hoffman
- 1979 : King Solomon's Treasure
- 1979 : Cité en feu
- 1980 : Le Bateau de la mort
- 1981 : Accroche-toi, j'arrive (en) (Dirty Tricks)